# Ширан, Эд
Э́двард Кри́стофер Ши́ран (англ. Edward Christopher Sheeran; род. 17 февраля 1991[…], Галифакс, Уэст-Йоркшир), более известный как Эд Ширан (англ. Ed Sheeran), — британский певец, автор песен, музыкант, звукозаписывающий продюсер, актёр и бизнесмен. Первый коммерческий успех пришёл к нему в июне 2011 года благодаря синглу «The A Team», занявшему третье место в британском чарте. Все его альбомы + (2011), × (2015), ÷ (2017) и No.6 Collaborations Project (2019) занимали первые места в британском чарте, последние два также возглавляли американский чарт. Песня Ширана «Thinking Out Loud» принесла ему две премии «Грэмми» в 2016 году. В январе 2017 сингл «Shape of You» занял 1-е место по продажам в США и Великобритании. В 2019 году вошёл в список самых высокооплачиваемых музыкантов по версии журнала Forbes, заняв в нём третье место. Заработанная сумма составила 110 миллионов долларов. Вошел в число самых влиятельных людей в 2025 году по версии журнала TIME.

## Ранние годы
Эдвард Кристофер Ширан родился в Галифаксе, Уэст-Йоркшир, 17 февраля 1991 года. Дом его раннего детства находился на Бирчклифф-роуд, неподалёку от Хебден-Бридж. Его отец был куратором Картрайт-холла в Брэдфорде, а мать работала в художественной галерее Манчестер-Сити. В декабре 1995 года он переехал со своей семьёй из Хебден-Бридж во Фрамлингем в Саффолке, где он посещал независимую подготовительную школу Брэндстон-Холл (ныне подготовительная школа Фрамлингемского колледжа), затем Среднюю школу Томаса Миллса, тоже во Фрамлингеме. У него есть старший брат по имени Мэтью, который также является композитором. Родители Ширана, Джон и Имоджен, родом из Лондона. Его бабушка и дедушка по отцовской линии ирландцы.
Ширан пел в местном церковном хоре в возрасте четырёх лет, научился играть на гитаре в одиннадцать лет. Он начал писать песни, учась в средней школе Томаса Миллса во Фрамлингеме. Школьный отчёт 2004 года описал его как прирождённого исполнителя, его одноклассники также проголосовали за то, что он, скорее всего, станет знаменитым. Подростком он был принят в Национальный молодёжный театр в Лондоне. Он успешно прошёл прослушивание в Молодёжный музыкальный театр Великобритании в 2007 году и присоединился к их постановке Франкенштейна – Нового мюзикла в Плимуте. Он является покровителем Молодёжного музыкального театра Великобритании (ныне переименованного в Британский молодёжный музыкальный театр) и организации Access to Music. Ширан является троюродным братом североирландского телеведущего Гордона Бернса.

## Карьера

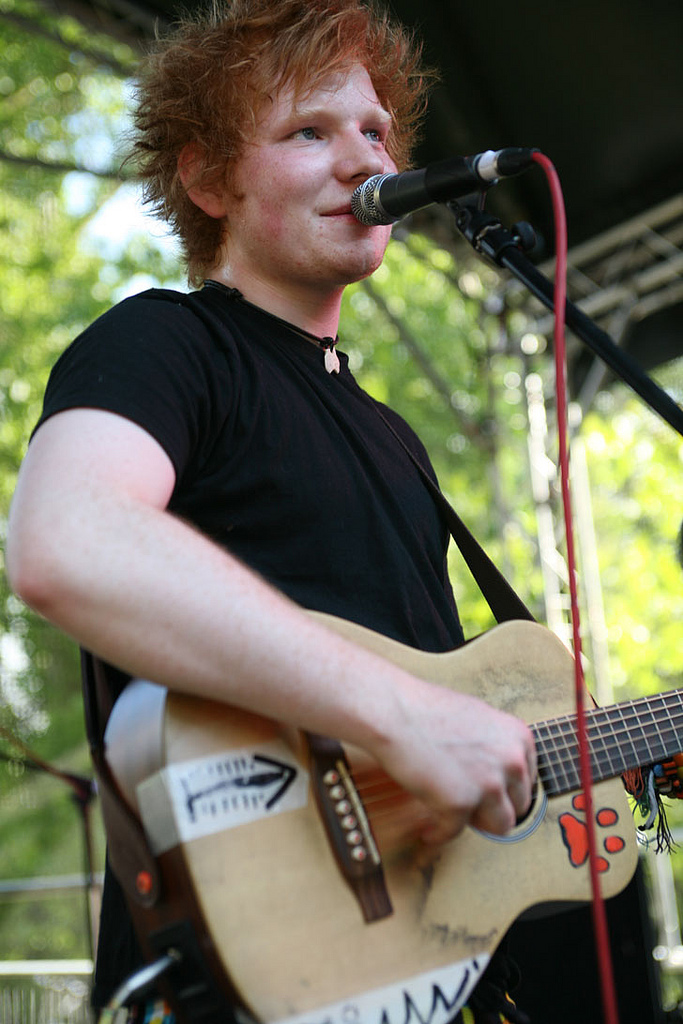
Ширан в 2010 году

В 2005 году сделал первые записи, выпущенные на мини-альбоме The Orange Room. Ширан выпустил ещё два мини-альбома: Ed Sheeran (2006) и Want Some? (2007). Он был техником гитар у группы Nizlopi, а в апреле 2008 года выступил у неё на разогреве. В том же году переехал в Лондон, где начал давать концерты ежедневно, начав с небольших площадок.
В 2009 году Ширан отыграл 312 концертов. По его словам, он прочёл интервью с Джеймсом Моррисоном, в котором тот признался, что за год дал 200 концертов, и решил превысить это число. В том же году он выпустил мини-альбом You Need E’s и вскоре отправился в турне с Just Jack.
8 августа 2006 года Эд Ширан создал свой YouTube канал — Ed Sheeran.
В феврале 2010 года Ширан опубликовал видео на песню «You Need Me, I Don’t Need You» через канал SB.TV на сайте YouTube и выпустил очередной мини-альбом Loose Change. В апреле он отправился в Лос-Анджелес, где выступал по всему городу и привлёк внимание Джейми Фокса, который пригласил его на своё радиошоу.
В 2011 году Эд Ширан подписал контракт с Asylum / Atlantic Records, и в сентябре вышел его дебютный студийный альбом под названием +, возглавивший британский хит-парад. Первый сингл с него «The A Team» дебютировал на третьем месте в Великобритании. Также в 2011 году Ширан снял клип на песню «Lego House» при участии актёра Руперта Гринта.
В 2012 году Ширан выступил на одной сцене с Ником Мэйсоном (Pink Floyd) и Майком Резерфордом (Genesis, Mike & the Mechanics) на закрытии XXX летних Олимпийских игр в Лондоне. Группой в составе Ширана (гитара), Резерфорда (12-струнная гитара), Ричарда Джонса (бас) и Ника Мэйсона (ударные) была исполнена песня «Wish You Were Here» из одноимённого альбома Pink Floyd 1975 года.
Ширан был соавтором песни «Little Things», выпущенной в 2012 году в качестве сингла британским бойз-бендом One Direction.
В конце 2012 года отправился в международное турне вместе с Майклом Розенбергом (Passenger).
Тейлор Свифт связалась с Эдом Шираном после прослушивания его музыки во время своего австралийского тура в марте 2012 года. Позже Эд и Тейлор записали вокальные партии для сингла «Everything Has Changed», вышедшего в октябре 2012 на четвёртом альбоме Тейлор Свифт — Red. Эд Ширан сыграл на 64 концертах в рамках североамериканского тура Тейлор Свифт в поддержку альбома Red, который продолжался с марта по сентябрь 2013 года.
23 июня 2014 года состоялся официальный выход в свет альбома Эда Ширана ×. Альбом × был записан в Лос-Анджелесе с продюсерами Риком Рубином и Фарреллом Уильямсом. Давний друг Эда, Фой Вэнс, стал соавтором нескольких песен. Дебютным треком с нового альбома стал «Tenerife Sea», который был исполнен на выступлении в Madison Square Garden в октябре 2013 года.
«Sing» — заглавный сингл с альбома ×, был представлен публике 7 апреля 2014 года. Первым видеоклипом эры × стало видео на песню «Sing», которое было анонсировано на страничке Эда Ширана на сайте Facebook.
2 июля 2014 года Эд анонсировал выход своей книги-автобиографии Ed Sheeran: A Visual Journey, которая создавалась в соавторстве с художником Филиппом Бута, известным в качестве автора обложек и буклетов к альбомам Ширана + и ×. Идею для написания книги подала его давняя знакомая и подруга Сап, которая также помогала с редактированием содержимого книги и его названием. Выход книги запланирован на 9 октября 2014 года.
4 августа 2014 года состоялась премьера видеоролика на песню «Don’t».
7 октября 2014 года состоялась премьера видеоролика с участием латиноамериканской танцовщицы по имени Британи Черри на песню «Thinking Out Loud». По истечении 24 часов клип набрал более 2,5 миллиона просмотров, что стало личным рекордом Ширана.
В январе 2015 года он снялся в 1 серии 22 сезона популярной британской телепередачи «Top Gear».
С сентября 2015 года певец сделал перерыв в музыкальной карьере и стал волонтёром в благотворительном магазине в его родном городе Фрамлингем.
12 января 2017 на странице Эда был анонсирован альбом Divide, который вышел 3 марта. Посвятил он этот альбом своей знакомой Сап, которая многое сделала для него и, как он сам выражался, «была рядом в трудные времена».
12 июля 2019 года был выпущен альбом No.6 Collaborations Project, который включил в себя коллаборации с различными исполнителями: Khalid, Камила Кабельо, Карди Би, Chance The Rapper, PnB Rock, Stormzy, YEBBA, Джастин Бибер, Трэвис Скотт, Эминем, 50 Cent, Young Thug, J Hus, Ella Mai, Paulo Londra, Dave, H.E.R, Meek Mill, A Boogie Wit Da Hoodie, Skrillex, Chris Stapleton, Bruno Mars. В тот же день состоялась премьера песни «Antisocial», записанной при участии Трэвиса Скотта.
19 августа 2021 года в своём аккаунте в Instagram Эд анонсировал альбом под названием = (произносится как equals).

## Личная жизнь
На заре карьеры он встречался с шотландской моделью и певицей Ниной Несбитт, которая вдохновила его на создание песен «Nina», «Photograph» и «Friends». Предполагается, что именно ей он посвятил первый студийный альбом «+». В свою очередь, альбом Нины «Peroxide» во многом посвящён Эду.
С 2014 по 2015 год Эд Ширан встречался с гречанкой Афиной Андрелос, вдохновившей его на создание хита «Thinking Out Loud».
21 января 2018 года Ширан обручился со своей школьной подругой, бывшей хоккеисткой Черри Сиборн. Свадьба состоялась через год. Именно Черри Сиборн посвящён сингл «Perfect». У пары есть дочь — Лайра Антарктика Сиборн Ширан (род. август 2020). В мае 2022 родилась вторая дочь — Юпитер Сиборн Ширан.

## Музыкальный стиль и вдохновение
Музыкальный стиль Эда Ширана был описан как поп, фолк-поп, и софт-рок. Ширан также включает рэп в свою музыку. Самые ранние воспоминания Ширана включают прослушивание записей Джони Митчелл, Боба Дилана и величайших хитов Элтона Джона. По словам Ширана, альбомом, который познакомил его с музыкой, был Irish Heartbeat Вана Моррисона. В детстве отец водил его на живые концерты, которые вдохновляли его на музыкальные творения. Среди них были встречи с Эриком Клэптоном в Королевском Альберт-холле, Полом Маккартни в Бирмингеме и Бобом Диланом. О влиянии Клэптона Ширан говорит: «Он — причина, по которой я начал играть на гитаре». Он особо выделил выступление Клэптона на вечеринке во дворце на территории Букингемского дворца: «Мне было одиннадцать, когда я увидел, как Эрик Клэптон играет на концерте „Золотой юбилей королевы“ в июне 2002 года. Я помню, как он вышел на сцену с этим радужным Stratocaster (электрогитара) и сыграл первый рифф „Лейла“. Я был на крючке. Два дня спустя я купил чёрную копию Stratocaster за 30 фунтов стерлингов, которая шла в комплекте с усилителем. Всё, что я делал в течение следующего месяца, это пытался сыграть этот рифф „Лейла“».
В сложном мире музыкальный стиль Ширана прост: создавать хорошо проработанные, мастерски написанные песни, которые объединяют людей. Его песни достаточно широки, чтобы стать саундтреком как к первому танцу, так и к похоронной процессии, к резкому расставанию и прогулке по ярко освещённому торговому центру. Они предназначены для важных моментов в жизни, со всей кинематографичностью фильмов Ричарда Кертиса. Он также податлив — например, когда он заканчивает с хип-хопом, ему не нужно менять имидж, чтобы затем вернуться к балладам. Если один жанр вам не по вкусу, то не бойтесь, скоро появится другой.

— Майкл Крэгг в The Guardian о стиле музыки Ширана и массовой привлекательности.
Ширан также назвал The Beatles, Nizlopi и Eminem в качестве своих самых больших музыкальных вдохновений. Он также является поклонником более тяжёлой музыки и упоминает такие группы, как Cradle of Filth, Slipknot, Korn, Marilyn Manson и Bring Me the Horizon в качестве других влияний. В подростковом возрасте у него тоже была подписка на Kerrang!. По словам Ширана, когда он был моложе, у него было заикание, и он упоминал, что исполнение рэпа на пластинке Эминема The Marshall Mathers LP помогло ему меньше заикаться. Он также был вдохновлён певцом и автором песни «Cannonball» Дэмиеном Райсом в 2002 году, Ширан говорил: «увидев, как он играет в этом маленьком клубе в Ирландии, я смог встретиться с ним, и он был невероятно крут. Я пошёл прямо домой и начал писать песни. Я бы не делал то, что делаю сейчас, если бы он был придурком». Он также играл на гитаре в альбоме Greatest hits Westlife, когда ему было десять, называя это одним из своих достижений. Ширан сотрудничал со своим кумиром Эриком Клэптоном в апреле 2016, когда Ширан заявил журналу People: "Я пел в альбоме Эрика Клэптона I Still Do. Одно дело, когда он на моей стороне, но быть на его стороне — это честь, и сложно вообразить, насколько это здорово. Я немного поучаствовал в распространении его пластинки, и мне приписали роль «Анджело Мистериозо», появившись в качестве гостя на «I Will Be There» Клэптона, в дополнение к исполнению песни с Клэптоном на сцене, и он исполнил мою музыку, исполнив гитарное соло на «Dive» в альбоме Ширана ÷ и был назван «Анджело Мистериозо». Ширан также упомянул Тейлор Свифт, как одно его вдохновений, подразумевая, что в 2015 году своим успехом они вдохновляют друг друга.

## Дискография
| Студийные альбомы - 2011 — + - 2014 — × - 2017 — ÷ - 2019 — No.6 Collaborations Project - 2021 — = - 2023 — − - 2023 — Autumn Variations - 2025 — Play Мини-альбомы - 2005 — The Orange Room - 2006 — Ed Sheeran - 2007 — Want Some? - 2009 — You Need Me - 2010 — Loose Change - 2010 — Songs I Wrote with Amy - 2010 — Live at the Bedford - 2011 — No. 5 Collaborations Project - 2011 — One Take - 2011 — iTunes Festival: London 2011 - 2012 — Slumdon Bridge совместно с Yelawolf | Синглы - 2011 — «The A Team» - 2011 — «You Need Me, I Don’t Need You» - 2011 — «Lego House» - 2012 — «Drunk» - 2012 — «Small Bump» - 2012 — «Give Me Love» (OST The Vampire Diaries, 3 сезон, 14 серия) - 2012 — «Kiss me» (OST The Vampire Diaries, 4 сезон, 7 серия) - 2013 — «I See Fire» (OST The Hobbit: Desolation of Smaug) - 2014 — «Sing» (Glee «Хор», 6 сезон, 1 серия — премьера 9 января 2015) - 2014 — «All of the stars» (OST «The fault in our stars») - 2014 — «All About It» (ft. Hoodie Allen) - 2014 — «Bloodstream» (ft. Rudimental) - 2014 — «Photograph» - 2017 — «Shape Of You» - 2017 — «Castle On The Hill» - 2017 — «Galway Girl» - 2017 — «Perfect» - 2018 — «Happier» - 2019 — «I Don’t Care» - 2019 — «Cross Me» - 2019 — «Beautiful People» - 2019 — «Blow» - 2019 — «Best Part of Me» - 2019 — «Antisocial» - 2019 — «South of the Border» - 2019 — «Take Me Back to London» - 2020 — «Afterglow» - 2021 — «Bad Habits» - 2021 — «Visiting Hours» - 2021 — «Shivers» - 2021 — «Merry Christmas» (ft. Элтон Джон) - 2022 — «Bam Bam» - 2023 — «Eyes Closed» - 2023 — «Life Goes On» - 2025 — «Sapphire» |

## Фильмография
- Шортланд Стрит (2014) в роли себя
- Непригодные для свиданий (2015) в роли себя
- Домой и в путь (2015) в роли себя
- Палач-бастард (2015) в роли Сэра Кормака
- Прыгун на воротах (2015) в роли себя (документальный концертный фильм)
- Бриджит Джонс 3 (2016) в роли себя
- Игра престолов (2017) солдат армии Ланнистеров[61]
- Вчера (Yesterday) (2019) в роли себя в альтернативной реальности.
- Современная любовь (2019) бездомный Мик
- Звёздные войны: Скайуокер. Восход (2019) в роли имперского штурмовика.
- Красное уведомление (2021) в роли себя
- What We Started (2017) — в роли себя.

## Концертные туры
Хэдлайнер:
- + Tour (2011-13)
- × Tour (2014-15)
- ÷ Tour (2017—2019)

На разогреве:
- Fallen Empires Tour (тур Snow Patrol, несколько концертов в Северной Америке) (2012)
- Red Tour (тур Тейлор Свифт все концерты в Северной Америке) (2013)[62]
- Zip Code Tour (тур Rolling Stones, концерт в Канзас-Сити)

## Награды
- Q Awards: «Прорыв года» (2011)[63]
- BT Digital Music Awards «Прорыв года» (2011)
- BRIT Awards: «Британский певец», «Британский прорыв» (2012)
- Ivor Novello Awards «Лучшая лирическая композиция» («The A Team») (2012)
- Nickelodeon UK Kids' Choice Awards «Любимый британский певец» (2013)
- Radio Disney Music Awards «Лучшая музыкальная коллаборация» («Everything Has Changed» с Taylor Swift) (2014)
- Teen Choice Awards «Прорыв» (2013); «Лучший певец» и «Лучший сингл» («Sing») 2014
- Young Hollywood Awards «Наиболее привлекательный исполнитель» (2014)
- 5 декабря 2014 года был номинирован на премию «Грэмми»
- BRIT Awards: «Британский певец», «Британский альбом года» (2015)
- Грэмми: «Лучшая песня года» («Thinking Out Loud») и «Лучшее сольное поп-исполнение» («Thinking Out Loud») (2016) «Лучший вокальный поп-альбом» («Divide») и «Лучшее сольное поп-исполнение» («Shape Of You») (2018)
- 7 декабря 2017 года в Букингемском дворце музыкант был удостоен ордена Британской империи[64].
- Billboard Music Awards «Лучший артист» (2018)[65].
- BRIT Awards: «Премия Международный успех» (2019)

## Личная жизнь и увлечения
Является большим поклонником клуба «Ипсвич Таун», выступающим в Английской Премьер-лиге. В 2024 году Ширан купил 1,4% доли этого футбольного клуба.